# Orquestra de Câmara Portuguesa
A Orquestra de Câmara Portuguesa (OCP) é uma orquestra de câmara fundada em 5 de julho de 2007 com estreia absoluta no dia 13 de setembro de 2007, no concerto inaugural da Temporada 2007/2008, no Grande Auditório do Centro Cultural de Belém, em Lisboa. O programa incluiu a abertura de "Der Schauspieldirektor" KV 486, Mozart, a Sinfonia n.º 6 em Dó Maior, D 589, de Schubert, e a Suite de Ballet "Pulcinella", de Stravinsky. A OCP tem sede em Oeiras, Portugal.

## Biografia
A direção artística é assegurada por Pedro Carneiro, que lidera a mais recente e virtuosa geração de instrumentistas. O Centro Cultural de Belém  acolheu a OCP, primeiro como Orquestra Associada, e desde 2008 como Orquestra em Residência. A OCP fez o Concerto Inaugural das temporadas CCB 2007/08 e 2010/11. A presença anual nos Dias da Música de Belém tem sido uma constante, abrindo espaço a novos solistas e maestros, como Pedro Amaral, Pedro Neves, Luís Carvalho, Alberto Roque e José Gomes.
A OCP trabalhou com os compositores Emmanuel Nunes e Sofia Gubaidulina, e tocou com solistas internacionais como Jorge Moyano, Cristina Ortiz, Sergio Tiempo, Gary Hoffman, Filipe-Pinto Ribeiro, Carlos Alves, Heinrich Schiff, António Rosado, entre outros.
A internacionalização deu-se em 2010 no City of London Festival, com 4 estrelas no The Times:
“O 2º Concerto para Piano de Chopin por Cristina Ortiz e a Orquestra de Câmara Portuguesa, aqui ouvido cheio de carácter (…) assim como a 1.ª Sinfonia de Beethoven , uma viagem de montanha-russa a transbordar de adrenalina, sob a direcção resplandecente de Pedro Carneiro.”
The Times 23 Jun 2010
A OCP abriu o 1º Festival das Artes de Coimbra, e já se apresentou em cidades como Almada, Castelo Branco, Vila Viçosa, e nos festivais de Alcobaça, Leiria e Paços de Brandão e nos concertos de Natal de Lisboa e Festival ao Largo do TNSC. 

## Cidadania Ativa
A OCP tem por visão tornar-se numa das melhores orquestras do mundo, afirmando-se como um projeto com credibilidade e pertinência social e cultural, que nasce de uma ação genuína de cidadania proativa. A OCP está a levar à prática diversos projetos de Responsabilidade Social: O meu amigo toca na OCP, a OCPsolidária, a OCPzero e a OCPdois.

## Apoios
A Linklaters Portugal é o primeiro patrocinador privado da OCP, ao apoiar o lançamento da OCPzero em 2010. A OCPzero é formada por estudantes de música de todo o País, estabelecendo um primeiro passo para constituir uma Orquestra de Jovens de Portugal.
Neste sentido, a European Federation of National Youth Orchestras, com sede em Viena, Áustria, acolheu como membro a OCPzero na sua dimensão de Orquestra de Jovens de Portugal, em candidatura aprovada por unanimidade na sua Assembleia Geral em maio de 2013, realizada em Bucareste.
Em finais de 2012 a Fundação Calouste Gulbenkian associou-se à OCP, patrocinando o projeto da OCPsolidária na Cercioeiras. O programa começou com a iniciativa da OCP em regime de voluntariado oferecido à Cercioeiras em 2009.
Agora, com o apoio da Fundação, iniciou-se uma nova fase em fevereiro de 2013, estabelecendo-se um programa aprofundado e sistemático para os próximos três anos.
No âmbito das parcerias de setor, em 2011, a consultora Everis Portugal SA juntou-se à OCP, para o desenvolvimento de um plano estratégico de gestão e apoio no desenvolvimento do novo site. Em 2013, a PwC estreia-se como auditor da OCP e o Município de Oeiras surge como Parceiro Institucional ao ceder um espaço na antiga escola primária de Algés, para instalação da sede da OCP.